# Жигања вас
Жигања вас (словен. Žiganja vas) је насељено место у општини Тржич, Горењска регија, Словенија.

## Историја
До територијалне реорганизације у Словенији била је у саставу старе општине Тржич.

## Становништво
У попису становништва из 2011. године, Жигања вас је имала 481 становника.
| Број становника према пописима | Број становника према пописима | Број становника према пописима |
| ------------------------------ | ------------------------------ | ------------------------------ |
| 1991                           | 2002                           | 2011                           |
| 420                            | 435                            | 481                            |